# Flash Gordon
Flash Gordon este eroul unor benzi desenate de aventuri/științifico-fantastice realizate inițial de Alex Raymond.